# Sudanvertrag
Der Sudanvertrag, auch Niger Convention, war ein Abkommen, das am 21. März 1899 von Großbritannien und Frankreich ratifiziert wurde. Es legte die in der Faschoda-Krise offen aufgetretenen Spannungen zwischen beiden Ländern bei. Beide Länder wollten einen durchgehenden Kolonialgürtel durch Afrika sichern: Frankreich von West nach Ost, England von Nord nach Süd. Der Vertrag steht im Kontext um den Wettlauf um die Kolonisierung Afrikas.

## Geschichte
Im Südsudan trafen im Ort Faschoda (heute Kodok) während der Faschoda-Krise beide Kolonialtruppen aufeinander. Im Vertrag wurde die Grenze zwischen Französisch-Äquatorialafrika, dem westlichen Teil des Sudangürtels und dem inzwischen britisch besetzten Sudan endgültig festgelegt. Die Briten behielten die Gebiete vom Nil bis zum Kongo. Damit war der Weg frei für die Annäherung beider Staaten, die zur Bildung der Entente cordiale führte. Die Convention between Great Britain and France for the Delimitation of their respective Possessions to the West of the Niger, and of their respective Possessions and Spheres of Influence to the East of that River (Niger Convention) wurde am 14. Juni 1898 in Paris abgeschlossen. Die Ratifizierung erfolgte am 21. März 1899.